# Poecilochaetus magnus
Poecilochaetus magnus är en ringmaskart som beskrevs av Imajima 1989. Poecilochaetus magnus ingår i släktet Poecilochaetus och familjen Poecilochaetidae. Inga underarter finns listade i Catalogue of Life.